# Miriam Meyerhoff
Miriam Meyerhoff (* 30. Mai 1964) ist eine neuseeländische Linguistin. Sie lehrt als Professorin für Linguistik an der University of Oxford. Ihr Forschungsschwerpunkt ist die Soziolinguistik.

## Leben
Miriam Meyerhoff beendete 1985 ihr Master-Studium der Linguistik an der Victoria University of Wellington, an der sie zusätzlich 1990 ein einjähriges Diplomstudium im Fach English as a Second Language absolvierte. Ihren Doktorgrad erlangte sie 1997 mit ihrer Dissertation Be I no gat: constraints on null subjects in Bislama an der University of Pennsylvania unter der Betreuung von Gillian Sankoff, William Labov, Terry Crowley und Howard Giles.
Von 1997 bis 2000 arbeitete sie an der University of Hawaiʻi at Mānoa und wechselte 2001 an die University of Edinburgh, wo sie zunächst als Lehrbeauftragte, später als Dozentin und ab 2006 als Professorin für Soziolinguistik tätig wurde. In Edinburgh gründete sie die Forschungsgruppe Language in Context, in der sich sowohl Angestellte als auch heimische und ausländische Studierende mit sprachbezogenen Fragestellungen befassten. Zusammen mit ihren Doktoranden organisierte sie in den Jahren 2009 und 2010 die Summer School of Sociolinguistics. Weiterhin arbeitete sie als Gastprofessorin an der Michigan State University, der University of Colorado und der Universität Agder sowie als Seminarleiterin an der University of the South Pacific, der University of Western Australia und an Grund- und weiterführenden Schulen in Großbritannien und Neuseeland.
Im Juli 2010 zog sie nach Auckland und lehrte an der University of Auckland. Sie lebte in Wellington und lehrte an der Victoria University of Wellington, an der sie u. a. zur Nkep-sprechenden Gemeinschaft von Hog Harbour in Vanuatu forschte. Seit 2020 ist sie an der University of Oxford.
2024 wurde Meyerhoff zum Mitglied der British Academy gewählt.

## Forschung
Miriam Meyerhoff forscht auf dem Gebiet der Soziolinguistik. Zu ihren Forschungsschwerpunkten gehören:
- Sprachvarietäten und Sprachwandel
- Zusammenhang zwischen Geschlecht und Sprache
- Pidgin- und Kreol-Sprachen (darunter vor allem Bislama und andere Kreol-Sprachen aus dem Pazifik-Raum sowie die in Bequia auf St. Vincent und die Grenadinen gesprochenen Kreol-Sprachen)
- die Varietäten des Englischen (vor allem des in Neuseeland gesprochenen Englisch)
- Sprachverwendung in sozialen Netzwerken
- Wahrnehmung und Haltung in Bezug auf Sprachverwendung und Sprecher.

Von 2010 bis 2013 arbeitete Meyerhoff an einem Projekt zu der Sprachvariation und dem Sprachwandel der N’kep-Sprache, die von einer kleinen Gemeinschaft in Hog Harbour auf der Insel Espiritu Santo in Vanuatu gesprochen wird. Dieses Forschungsprojekt wurde von der Forschungsgruppe Endangered Languages Project gefördert und bestand in der Beschreibung der Sprachverwendung in Hog Harbour mit Hinblick auf die soziolinguistische Perspektive der Sprachvariation. Die N’kep-Sprache ist durch die starken Einflüsse des Bislama und des Englischen von Spracherosion (language attrition) bedroht. Miriam Meyerhoff hatte schon während ihrer Promotionsphase in den Jahren 1994 bis 1995 auf den Inseln Espiritu Santo und Malo gearbeitet und kehrt seitdem regelmäßig nach Vanuatu zurück.
Weiterhin arbeitet sie an einigen laufenden Korpus-Studien zum Thema Sprachkontakt und Kreolisierung. Dazu zählen ein Projekt zum Bequia-Kreol, das auf St. Vincent und den Grenadinen gesprochen wird, an dem sie zusammen mit James Walker‘‘ von der York University in Toronto, Kanada, arbeitet und ein Projekt zum Spracherwerb von jugendlichen Einwanderern in Edinburgh und London, an dem sie zusammen mit Erik Schleef‘‘ von der University of Manchester, England, arbeitet.
Sie ist zusammen mit Umberto Anslado von der University of Hong Kong Herausgeberin der Creole Language Library (CLL).

## Publikationen
- The Handbook of Language, Gender and Sexuality. 2. Auflage. Wiley-Blackwell, Hoboken 2014, ISBN 978-0-470-65642-6.
- Bequia Talk: St Vincent and the Grenadines. Battlebridge Publications, Westminster 2013, ISBN 978-1-903292-22-8.
- The Handbook of Language and Gender. 6. Auflage. Blackwell Publishing, Oxford 2013, ISBN 978-0-631-22502-7.
- Introducing Sociolinguistics. 2. Auflage. Routledge, New York 2011, ISBN 978-1-135-28443-5.
- The Routledge Sociolinguistics Reader. Routledge, London/NY 2010, ISBN 978-0-415-46957-9.
- Social Lives in Language: The sociolinguistics of multilingual speech communities, celebrating the work of Gillian Sankoff. John Benjamins, Amsterdam/Philadelphia 2008, ISBN 978-90-272-1863-6.
- Constraints on null subjects in Bislama (Vanuatu): social and linguistic factors. Australian National University, Canberra 2000, ISBN 0-85883-522-3.
- Be I no gat: constraints on null subjects in Bislama. University of Pennsylvania, Philadelphia 1997 (Dissertation).